# Megastigmus cupressi
Megastigmus cupressi är en stekelart som beskrevs av Mathur 1955. Megastigmus cupressi ingår i släktet Megastigmus och familjen gallglanssteklar. Inga underarter finns listade i Catalogue of Life.